# Kapitolsplatz

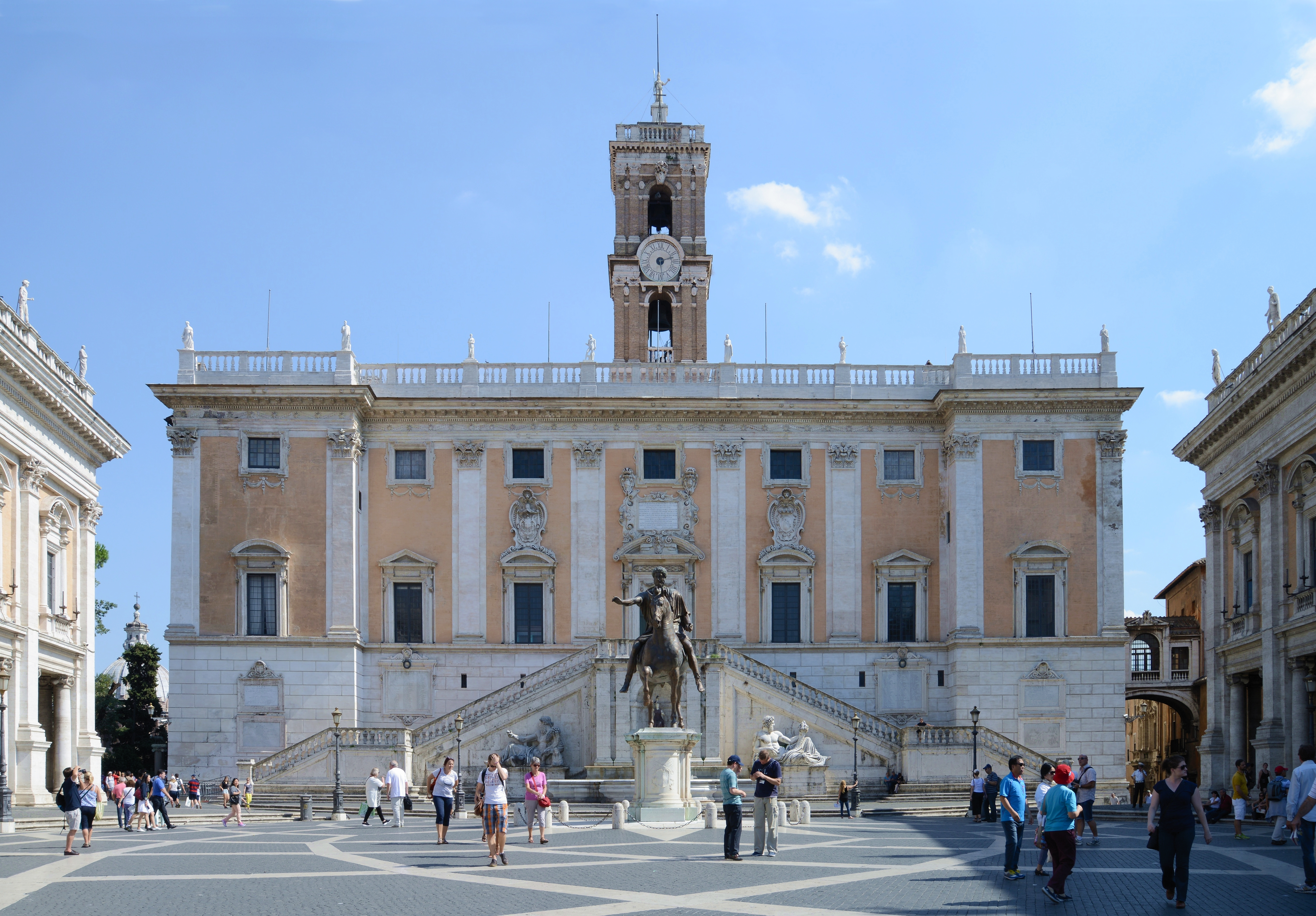
Der Kapitolsplatz mit der Reiterstatue Mark Aurels

Der Kapitolsplatz, italienisch Piazza del Campidoglio, ist seit der Frühen Neuzeit bis heute der zentrale Platz auf dem Kapitol in Rom. Der italienische Staat hat den Kapitolsplatz mit dem Europäischen Kulturerbe-Siegel ausgezeichnet.

## Geschichte

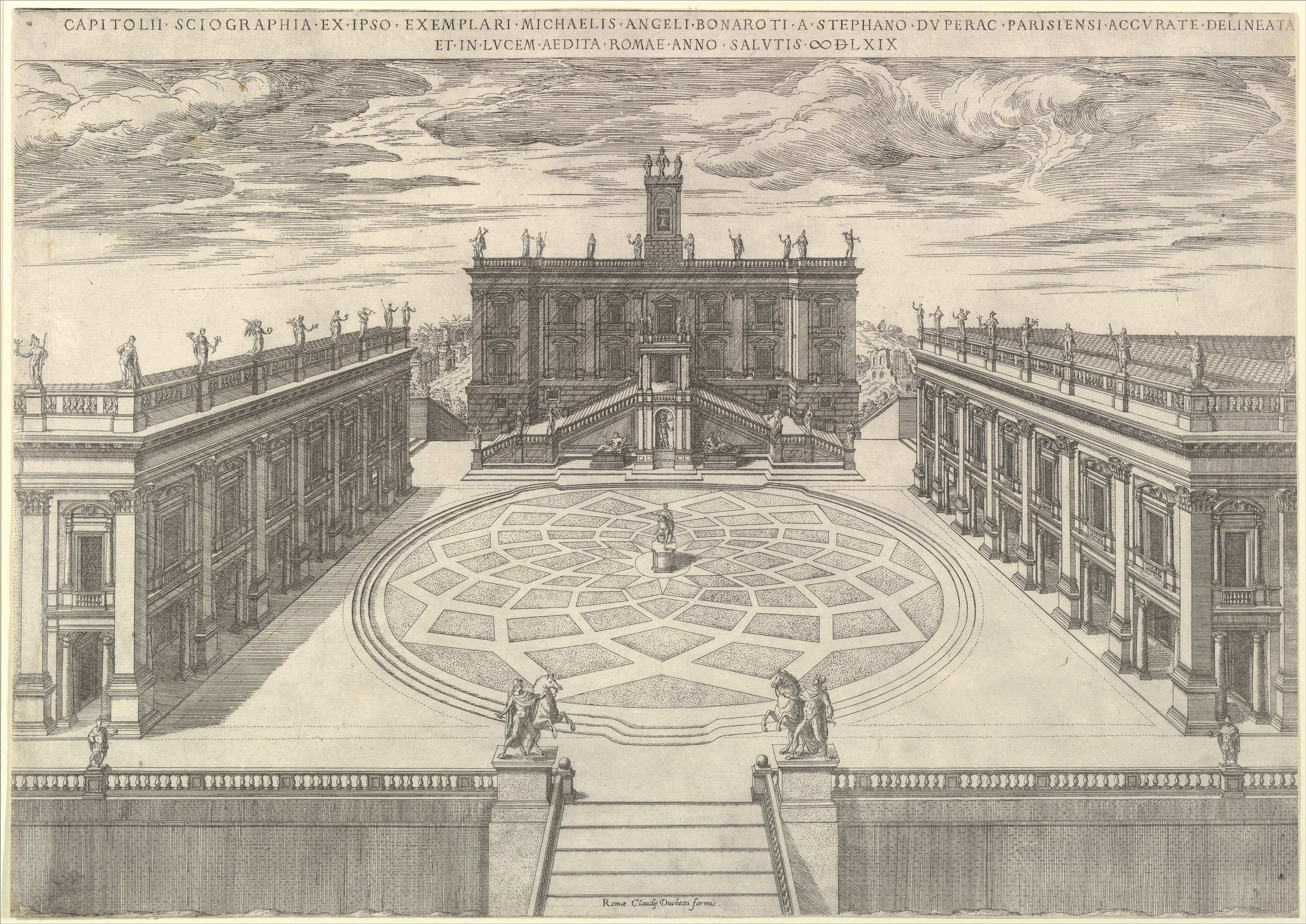
Kupferstich aus dem Jahr 1568 von Étienne Dupérac (1525–1604)

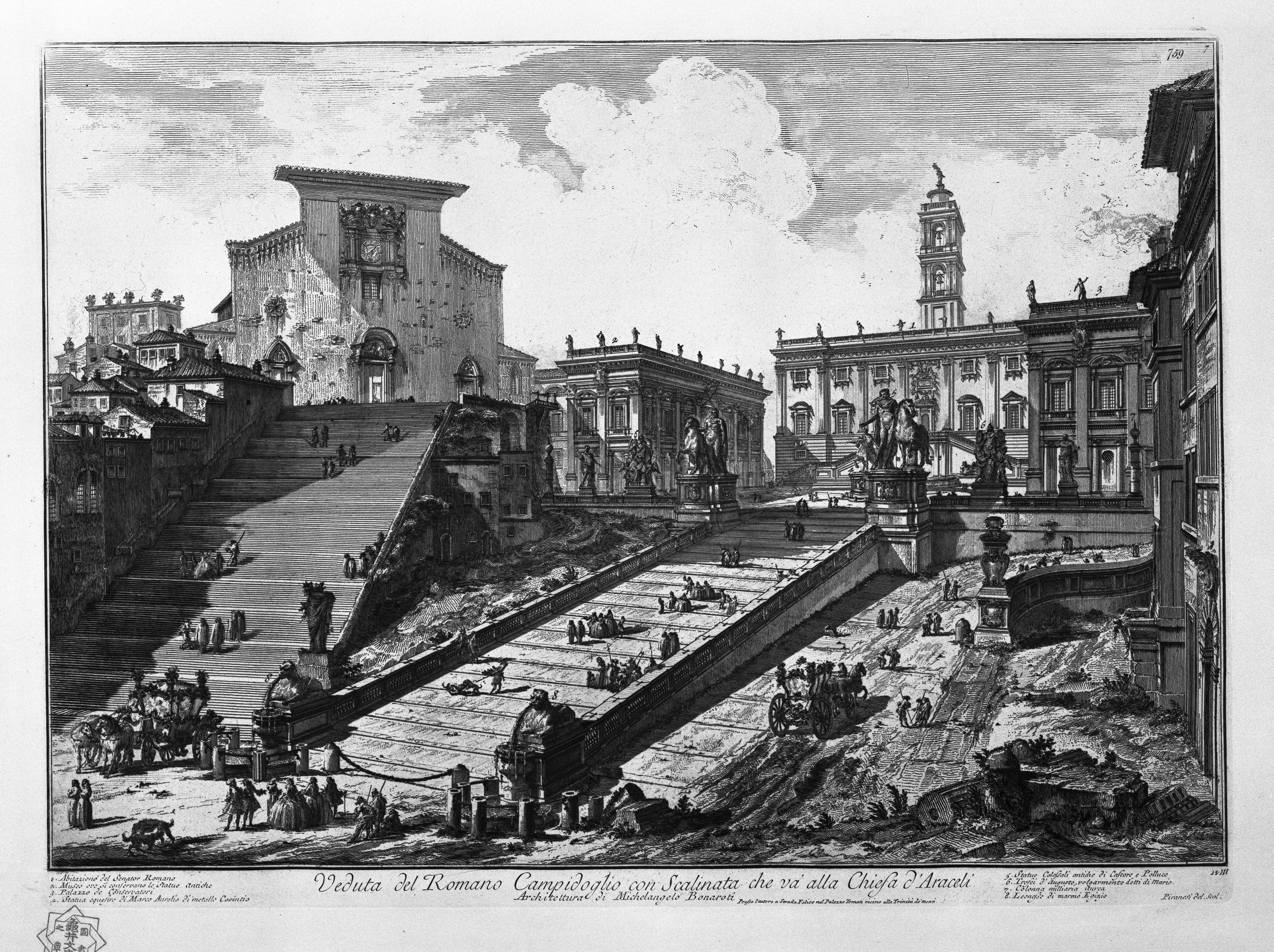
Die Cordonata auf einem Stich von Piranesi, 18. Jhd.

In der Antike befand sich an dieser Stelle eine Senke, die als Asylum bezeichnet wurde. Diese Senke wurde eingerahmt von den beiden Hügelkuppen Capitolium, auf dem sich der Tempel des Jupiter befand, und der Arx, auf der eine Burg und der Tempel der Iuno Moneta standen. Zugang zu dieser auf dem Kapitolshügel befindlichen Senke hatte man nur vom Forum Romanum aus.
Im Spätmittelalter wurde die Senke aufgefüllt, um dem Senatorenpalast eine dorthin gewandte Ausrichtung zu ermöglichen. Da der Anblick des Forums den damaligen Besitzern nicht mehr gefiel, verlegten sie die Fassade von dort weg auf die gegenüberliegende Seite.
Als die Päpste nach ihrem Exil in Avignon wieder die Macht in Rom erlangten und sich gegen die Adligen zu behaupten wussten, übernahmen sie auch die Macht auf dem Kapitol. Unter ihrer Regie entstanden hier weitere Gebäude.
Im ersten Drittel des 16. Jahrhunderts erhielt Michelangelo von Papst Paul III. den Auftrag, den Platz des Kapitolshügels in Rom neu zu gestalten.
Im Jahre 1538 hatte man das bronzene Reiterstandbild des Kaisers Mark Aurel hierher gebracht und gedachte nun, einen würdigen Rahmen dafür zu schaffen.
Während die meisten seiner Ideen schon im 16., spätestens jedoch im Laufe des 17. Jahrhunderts umgesetzt wurden, wurde die optische Hervorhebung durch die besondere Art der Pflasterung erst im Jahre 1940 ergänzt.
Der Entwurf von Michelangelo für den Kapitolsplatz sah folgende Elemente vor:
- Die Cordonata, eine Freitreppe in Form einer großen Rampe, die den Zugang von Norden her ermöglichen sollte. Die Stufen und die Steigung der Rampe waren so konzipiert, dass sie für Reiter zu Pferd tauglich war.

Die Cordonata von heute ist eine Treppe, welche die Piazza d'Aracoeli mit dem Kapitolsplatz verbindet.
Die Basis der Treppe wird flankiert von zwei Löwen. Auf halber Höhe auf der linken Seite steht eine Skulptur Cola di Rienzis, die 1887 von Girolamo Masini geschaffen wurde. Das obere Ende der Treppe wird markiert von den dominanten Statuen der Dioskuren Kastor und Pollux mit ihren Pferden am Zügel, die hier 1585 an Stelle der von Michelangelo vorgesehenen Statuen installiert wurden. Wie alle Statuen auf dem Platz sind es Kopien, die meisten der Originale werden in den Kapitolinischen Museen aufbewahrt.
- Die Gebäude (Senatorenpalast, Palazzo Nuovo, Konservatorenpalast) sollten trapezförmig zueinander stehen, damit der Platz optisch größer wirkte.
- Die Statue des Mark Aurel sollte nach Norden in Richtung Vatikan ausgerichtet sein. Das Reiterstandbild sollte durch Linien auf dem Pflaster, die einen zwölfzackigen Stern, der in ein Oval eingepasst ist, darstellen sollten, optisch hervorgehoben werden.

Das Reiterstandbild wurde 1538 auf Anordnung von Papst Paul III. Farnese von seinem alten Standort vor dem Lateranpalast auf den Kapitolsplatz umgesetzt. Daher befinden sich auf dem Sockel des Standbildes, der ebenfalls von Michelangelo entworfen wurde, die Lilien der Farnese. Nach Abschluss der Renovierung 1990 befindet sich das Original in den Kapitolinischen Museen.
- Der Senatorenpalast sollte eine große Doppeltreppe erhalten, die die Symmetrie des Platzes unterstreichen sollte.

Erbaut wurde der Palast nach Michelangelos Entwurf, aus der Zeit zwischen 1547 und 1579 stammt aber die Fassade von Giacomo della Porta und Girolamo Rainaldi.
Die zweiläufige Treppe, die zum Portal des Palastes führt, wurde zwischen 1547 und 1754 errichtet, ohne den im Entwurf vorgesehenen säulengestützten Baldachin.
In der Arkadennische unter der Treppe steht auf einem Sockel eine antike Skulptur der Minerva, die in eine Roma Dea umgewidmet wurde, als 1588/89 der von Matteo di Città di Castello (1555–1632) entworfene, der Treppe vorgelagerte Brunnen gebaut wurde. Die beiden flankierenden Kolossalstatuen, die den Nil und den Tiber symbolisieren, stammen von den Konstantinsthermen und wurden 1518 auf den Kapitolsplatz gebracht.
Heute ist der Senatorenpalast das Rathaus der Stadt Rom und Amtssitz des Bürgermeisters von Rom.
- Der Palazzo Nuovo wurde erst im 17. Jahrhundert im Auftrag von Innozenz X. unter der Leitung von Girolamo und Carlo Rainaldi ausgeführt, die zumindest in der Gestaltung der Fassade den Vorgaben Michelangelos folgten. Abgeschlossen war das Projekt erst 1663. Heute ist der Palazzo Nuovo Teil der Kapitolinischen Museen.

## Trivia
Am 7. April 1926 verübte Violet Gibson auf dem Kapitolsplatz ein Attentat auf Benito Mussolini. Das Bodenmosaik des Platzes ist seit 2002 mitsamt dem Reiterstandbild des Kaisers Marc Aurel auf der 50-Cent-Münze Italiens abgebildet.